# HK Dynamo Sankt Petersburg
HK Dynamo Sankt Petersburg, ryska: Хоккейный клуб Динамо Санкт-Петербург, är en ishockeyklubb från Sankt Petersburg i Ryssland vars herrlag spelar i Vyssjaja chokkejnaja liga. Klubben bildades 1946 under namnet Dynamo Leningrad och spelade i sovjetiska mästerskapsserien åren 1946–1954. Största framgångarna under denna tid var säsongerna 1947/48 och 1950/51 då man slutade på en femte plats.
Till säsongen 2016/17 återuppstod laget för att delta i VHL, en ryskdominerad liga med lägre status än KHL. Redan andra säsongen vann man både grundserie och slutspel.
Klubben har även ett juniorlag i MHL och under åren 2013–2020 hade man även ett damlag i Zjenskaja Hokkejnaja Liga.